# Lista de episódios de Kickin' It
Abaixo segue a lista de episódios da série do Disney XD, Os Guerreiros Wasabi que estreou em 13 de junho de 2011  no E.U.A. e no Brasil estreando em 10 de outubro de 2011, e sua segunda temporada foi ao ar dia 2 de abril de 2012 nos Estados Unidos. e 15 de setembro de 2012. A série traz a história do sensei Rudy (Jason Earles) que treina jovens da academia de karatê Bobby Wasabi e é conhecido como o pior sensei do mundo. Para melhorar a imagem do dojo, o sensei Rudy pede para que o novo rapaz Jack (Leo Howard) entre no grupo e ajude a ensinar aos outros karatê, vida e amizade. O seu membro mais novo é Kim (Olivia Holt), uma ex-integrante do seu maior rival, Os Dragões Negros. Todas os jovens frequentam Seaford High School, onde eles tendem a entrar em todos os tipos de aventuras e a lidar com a escola. Todos os membros do dojo seguem o código Wasabi: "Juramos pela luz do olho do dragão, ser leal e honesto e sem agressão! Wasabi!". Em Portugal, devido à inexistência do Disney XD, a série era exibida aos sábados e domingos pelo canal aberto SIC e a partir de 22 de setembro de 2012 passou a ser exibido no Disney Channel Portugal.

## Resumo
| Temporada | Temporada | Episódios | Exibição original       | Exibição original     | Exibição no Brasil    | Exibição no Brasil    | Exibição em Portugal         | Exibição em Portugal         |
| Temporada | Temporada | Episódios | Estreia de temporada    | Final de temporada    | Estreia de temporada  | Final de temporada    | Estreia de temporada         | Final de temporada           |
| --------- | --------- | --------- | ----------------------- | --------------------- | --------------------- | --------------------- | ---------------------------- | ---------------------------- |
|           | 1         | 21        | 13 de junho de 2011     | 26 de março de 2012   | 12 de outubro de 2011 | 30 de agosto de 2012  | 22 de setembro de 2012       | 28 de junho de 2013          |
|           | 2         | 23        | 2 de abril de 2012      | 3 de dezembro de 2012 | 15 de outubro de 2012 | 13 de agosto de 2013  | 21 de setembro de 2013       | 29 de agosto de 2014         |
|           | 3         | 22        | 1 de abril de 2013      | 27 de janeiro de 2014 | 7 de setembro de 2013 | 20 de outubro de 2014 | 2017/2018 (Disney on Demand) | 2017/2018 (Disney on Demand  |
|           | 4         | 18        | 17 de fevereiro de 2014 | 25 de março de 2015   | 1 de setembro de 2014 | 27 de abril de 2015   | 2017/2018 (Disney on Demand) | 2017/2018 (Disney on Demand) |

## 1.ª Temporada 2011-2012
- Todo o elenco principal participa em todos os episódios.

| #  | Título                                                     | Estreia                                                              | Código de produção | Audiência em Milhões |
| -- | ---------------------------------------------------------- | -------------------------------------------------------------------- | ------------------ | -------------------- |
| 1  | "Os Guerreiros Wasabi" Wasabi Warriors"                    | 13 de junho de 2011 10 de outubro de 2011 22 de setembro de 2012     | 101                | 4,5                  |
| 2  | "Possibilidade de Gordura " Fat Chance "                   | 14 de junho de 2011 3 de dezembro de 2011 29 de setembro de 2012     | 105                | 3,9                  |
| 3  | "Dançando com o Manequim/Dança do Manequim" Dummy Dancing" | 15 de junho de 2011 26 de novembro de 2011 6 de outubro de 2012      | 107                | 4,0                  |
| 4  | "Uma Tarde no Dojo" "" Dojo Day Afternoon"                 | 16 de junho de 2011 12 de novembro de 2011 13 de outubro de 2012     | 103                | 3,1                  |
| 5  | " Espadas e Magia" Swords and Magic "                      | 17 de junho de 2011 6 de novembro de 2011 17 de outubro de 2012      | 102                | 3,6                  |
| 6  | "A Rua para Wasabi/A Viagem de Wasabi" Road to Wasabi"     | 27 de junho de 2011 13 de novembro de 2011 3 de novembro de 2012     | 104                | 3,5                  |
| 7  | " Todos os Movimentos Errados" All the Wrong Moves"        | 11 de julho de 2011 4 de dezembro de 2011 10 de novembro de 2012     | 110                | 3,9                  |
| 8  | " Ricky Weaver" Ricky Weaver"                              | 15 de julho de 2011 27 de novembro de 2011 17 de novembro de 2012    | 108                | 6,2                  |
| 9  | " Encerar ou não Encerar" Wax on,Wax Off"                  | 25 de julho de 2011 11 de dezembro de 2011 1 de dezembro de 2012     | 112                | 3,9                  |
| 10 | " O Comercial" The Commercial"                             | 15 de agosto de 2011 20 de novembro de 2011 24 de novembro de 2012   | 106                | 4,5                  |
| 11 | " Kung-Fu Cop/Policial do Kung-Fu " Kung-Fu Cop"           | 17 de outubro de 2011 10 de dezembro de 2011 8 de dezembro de 2012   | 111                | 2,8                  |
| 12 | " Noites de Boo Gi" Boo Gi Nights"                         | 24 de outubro de 2011 19 de novembro de 2011 20 de outubro de 2012   | 109                | 3,8                  |
| 13 | "Confronto de Titãs" Clash of the Titans"                  | 14 de novembro de 2011 18 de dezembro de 2011 15 de dezembro de 2012 | 115                | 3,8                  |
| 14 | "Distintivo de Honra" Badge of Honor"                      | 21 de novembro de 2011 5 de maio de 2012 22 de dezembro de 2012      | 113                | 4,0                  |
| 15 | "A Grande Fuga" The Great Escape"                          | 28 de novembro de 2011 12 de maio de 2012 29 de dezembro de 2012     | 117                | 4,3                  |
| 16 | " Cara,Cadê a Minha Espada?" Dude,Where's My Sword?"       | 6 de fevereiro de 2012 19 de maio de 2012 4 de janeiro de 2013       | 120                | 2,4                  |
| 17 | " Quebrando a Tábua" Breaking Board"                       | 13 de fevereiro de 2012 26 de maio de 2012 11 de janeiro de 2013     | 116                | 2,9                  |
| 18 | " Lutas Reais " Reality Fights"                            | 27 de fevereiro de 2012 27 de agosto de 2012 18 de janeiro de 2013   | 118                | 3,1                  |
| 19 | "Os Guerreiros Wasabi na China" Kickin' It in China"       | 5 de março de 2012 28 de agosto de 2012 25 de janeiro de 2013        | 119                | 3,3                  |
| 20 | "A Ira do Cisne" The Wrath of Swan"                        | 12 de março de 2012 29 de agosto de 2012 28 de junho de 2013         | 114                | 3,5                  |
| 21 | " Rudy,o Desordeiro" Rowdy Rudy "                          | 26 de março de 2012 30 de agosto de 2012 28 de junho de 2013         | 121                | 4,4                  |

## 2.ª Temporada 2012
- Olivia Holt estava ausente por cinco episódios devido à sua filmagem Girl Vs. Monster.
- Esta é a última temporada de Eddie (Alex Christian Jones).

Episode Jack vs Carson 

| #     | Título                                                                | Estreia                                                            | Código de produção | Audiência em Milhões |
| ----- | --------------------------------------------------------------------- | ------------------------------------------------------------------ | ------------------ | -------------------- |
| 22    | " Manda Ver,Rudy" Rock 'Em Sock'Em Rudy"                              | 2 de abril de 2012 17 de outubro de 2012 21 de setembro de 2013    | 203                | 4,0                  |
| 23    | "Meu Pé Esquerdo"                                                     | 9 de abril de 2012 15 de outubro de 2012 22 de setembro de 2013    | 201                | 3,6                  |
| 24    | " Nós Somos uma Família" We are Family"                               | 16 de abril de 2012 18 de outubro de 2012 28 de setembro de 2013   | 204                | 3,8                  |
| 25    | " Eddie Chama pelo seu Tio/O Tio Postiço do Eddie" Eddie Cries Uncle" | 23 de abril de 2012 22 de outubro de 2012 29 de setembro de 2013   | 206                | 3,2                  |
| 26    | " Rato de Skate" " Skate Rat"                                         | 30 de abril de 2012 23 de outubro de 2012 5 de outubro de 2013     | 207                | 4,0                  |
| 27    | "Captura da Bandeira" Capture the Flag"                               | 7 de maio de 2012 24 de outubro de 2012 6 de outubro de 2013       | 208                | 2,9                  |
| 28    | " É Preciso dois para Uma Confusão? " It Takes Two to Tangle"         | 11 de junho de 2012 26 de outubro de 2012 12 de outubro de 2013    | 211                | 3,4                  |
| 29    | " Guarda-Costas" Buddyguards"                                         | 18 de junho de 2012 18 de março de 2013 13 de outubro de 2013      | 213                | 3,0                  |
| 30    | "Dia de Cuidado no Dojo/Dia da Creche do Dojo" Dojo Day Care"         | 25 de junho de 2012 19 de março de 2013 19 de outubro de 2013      | 212                | 3,6                  |
| 31    | " Indiana Eddie" Indiana Eddie"                                       | 16 de julho de 2012 16 de outubro de 2012 20 de outubro de 2013    | 202                | 3,8                  |
| 32    | " King de Kong " King of Kong"                                        | 23 de julho de 2012 25 de outubro de 2012 26 de outubro de 2013    | 209                | 3,5                  |
| 33    | " Os Guerreiros Wasabi na Velha Escola" Kickin' It Old School"        | 0 de setembro de 2012 12 de junho de 2013 27 de outubro de 2013    | 214                | 4,0                  |
| 34    | " O Escolhido" The Chosen One"                                        | 17 de setembro de 2012 20 de março de 2013 8 de novembro de 2013   | 218                | 4,7                  |
| 35    | " Jack,Cai na Estrada " Hit the Road Jack"                            | 24 de setembro de 2012 19 de outubro de 2012 8 de novembro de 2013 | 205                | 4,2                  |
| 36    | "Um Deslizamento de Perda de Memória" A Slip Down Memory Lane"        | 1 de outubro de 2012 21 de março de 2013 30 de maio de 2014        | 224                | 3,9                  |
| 37    | " Destruidores de Casamento" Wedding Crashers"                        | 8 de outubro de 2012 22 de março de 2013 1 de março de 2014        | 215                | 3,4                  |
| 38    | "Guerreiros Wazumbies" Wazombie Warriors"                             | 15 de outubro de 2012 13 de agosto de 2013 23 de outubro de 2013   | 223                | 3,9                  |
| 39    | "Irmãos Únicos " Sole Brothers"                                       | 22 de outubro de 2012 24 de junho de 2013 8 de março de 2014       | 217                | 3,7                  |
| 40    | " Todos os Amigos do Presidente" All the President’s Friends "        | 29 de outubro de 2012 25 de junho de 2013 4 de abril de 2014       | 210                | 3,1                  |
| 41    | "A Cidade de Nova Jack/O Novo Jack da Cidade" New Jack City"          | 5 de novembro de 2012 26 de junho de 2013 11 de julho de 2014      | 219                | 4,4                  |
| 42    | "Jogos de Karatê" Karate Games"                                       | 12 de novembro de 2012 27 de junho de 2013 25 de julho de 2014     | 222                | 4,5                  |
| 43–44 | "Os Guerreiros Wasabi Fazendo do Seu Jeito" Kickin' It On Our Own "   | 19 de novembro de 2012 28 de junho de 2013 29 de agosto de 2014    | 220-221            | 4,5                  |
| 45    | " Oh,Nozes Natalinas!" Oh, Christmas Nuts!"                           | 3 de dezembro de 2012 8 de dezembro de 2012 6 de dezembro de 2013  | 216                | 3,8                  |

## 3.ª Temporada 2013-2014
- Eddie (Alex Christian Jones) não participa desta temporada.
- Olivia Holt está ausente em um episódio.
- Esta temporada nunca foi exibida na TV em Portugal, mas estreou no serviço exclusivo da MEO, Disney on Demand.

| #  | Título                                                                     | Estreia                                                                 | Código de produção | Audiência em Milhões |
| -- | -------------------------------------------------------------------------- | ----------------------------------------------------------------------- | ------------------ | -------------------- |
| 46 | "O Espião" Spyfall"                                                        | 1 de abril de 2013 7 de setembro de 2013 2017/2018 (Disney on Demand)   | 301                | 3,6                  |
| 47 | "Duelo de Dojos" Dueling Dojos"                                            | 8 de abril de 2013 8 de setembro de 2013 por anunciar                   | 302                | 2,8                  |
| 48 | "As Luvas Machucam" Glove Hurts"                                           | 15 de abril de 2013 14 de setembro de 2013 por anunciar                 | 303                | 3,3                  |
| 49 | "O Detonador de Substitutos" The Sub Sinker"                               | 29 de abril de 2013 21 de setembro de 2013 por anunciar                 | 305                | 3,2                  |
| 50 | " Conheça os McKrupnicks" Meet the McKrupnicks"                            | 6 de maio de 2013 15 de setembro de 2013 por anunciar                   | 304                | 2,5                  |
| 51 | " Proteção Imbecil" Witless Protection "                                   | 17 de junho de 2013 28 de setembro de 2013 por anunciar                 | 309                | 3,6                  |
| 52 | "Jack está Sozinho" Jack Stands Alone"                                     | 26 de junho de 2013 29 de setembro de 2013 por anunciar                 | 310                | 3,8                  |
| 53 | " Duas Datas e Um Funeral " Two Dates and a Funeral "                      | 1 de julho de 2013 5 de outubro de 2013 por anunciar                    | 311                | 3,7                  |
| 54 | "Vença,Perca ou Ty " Win, Lose or Ty "                                     | 8 de julho de 2013 22 de setembro de 2013 por anunciar                  | 307                | 3,5                  |
| 55 | " Sensei e Sensibilidade" Sensei & Sensibility "                           | 15 de julho de 2013 6 de outubro de 2013 por anunciar                   | 312                | 2,6                  |
| 56 | " Ouro da Gabby" Gabby's Gold"                                             | 12 de agosto de 2013 9 de janeiro de 2014 por anunciar                  | 308                | 3,8                  |
| 57 | " A Nova Garota" The New Girl "                                            | 23 de setembro de 2013 16 de janeiro de 2014 por anunciar               | 314                | 2,4                  |
| 58 | " Templo Fawtly " Fawlty Temple"                                           | 30 de setembro de 2013 23 de janeiro de 2014 por anunciar               | 318                | 2,9                  |
| 59 | "Seaford,Nós Temos um Problema" Seaford, We Have a Problem"                | 7 de outubro de 2013 30 de janeiro de 2014 por anunciar                 | 315                | 4,1                  |
| 60 | "Templo da Maldade/Templo da Morte" Temple of Doom"                        | 14 de outubro de 2013 20 de outubro de 2014 por anunciar                | 317                | 3,9                  |
| 61 | "Mama Mima" Mama Mima"                                                     | 4 de novembro de 2013 7 de abril de 2014 por anunciar                   | 316                | 3,4                  |
| 62 | "' Sozinhos na Escola" Home Alone in School"                               | 11 de novembro de 2013 14 de abril de 2014 por anunciar                 | 306                | 2,9                  |
| 63 | "Escola do Jack" School of Jack"                                           | 18 de novembro de 2013 21 de abril de 2014 por anunciar                 | 319                | 3,0                  |
| 64 | "Rainha dos Karts" Queen of Karts"                                         | 25 de novembro de 2013 28 de abril de 2014 por anunciar                 | 320                | 2,4                  |
| 65 | "Como Bobby Conseguiu seu Sucesso de Volta" How Bobby Got His Groove Back" | 13 de janeiro de 2014 27 de agosto de 2014 por anunciar                 | 321                | 3,0                  |
| 66 | " Retorno do Espião" Return of Spyfall"                                    | 20 de janeiro de 2014 27 de agosto de 2014 por anunciar                 | 313                | 3,5                  |
| 67 | "Wasabi para Sempre " Wasabi Forever"                                      | 27 de janeiro de 2014 27 de agosto de 2014 2017/2018 (Disney on Demand) | 322                | 3,5                  |

## 4.ª Temporada 2014-2015
- Nessa temporada, o shopping, o dojo e o restaurante estão com um novo visual.
- Kim (Olivia Holt) não é mais a protagonista principal nesta temporada, mas faz uma participação especial em três episódios.
- Esta temporada nunca foi exibida na TV em Portugal, mas estreou no serviço exclusivo da MEO, Disney on Demand.

| #  | Título                                                                     | Estreia                                                                    | Código de produção | Audiência em Milhões |
| -- | -------------------------------------------------------------------------- | -------------------------------------------------------------------------- | ------------------ | -------------------- |
| 68 | "Os Garotos Estão de Volta à Cidade" The Boys Are Back In Town"            | 17 de fevereiro de 2014 1 de setembro de 2014 2017/2018 (Disney on Demand) | 401                | 3,3                  |
| 69 | " Escavadores de Ouro " Gold Diggers "                                     | 24 de fevereiro de 2014 2 de setembro de 2014 por anunciar                 | 403                | 2,9                  |
| 70 | "De Zeros para Heróis " From Zeros to Heroes"                              | 3 de março de 2014 3 de setembro de 2014 por anunciar                      | 404                | 2,3                  |
| 71 | "O Stang" The Stang"                                                       | 10 de março de 2014 4 de setembro de 2014 por anunciar                     | 406                | 2,3                  |
| 72 | " Nerd com Uma Capa" Nerd With a Cape"                                     | 31 de março de 2014 5 de setembro de 2014 por anunciar                     | 405                | 2,7                  |
| 73 | " RV Ainda Lá" RV There Yet?"                                              | 7 de abril de 2014 8 de setembro de 2014 por anunciar                      | 402                | 2,8                  |
| 74 | "A Invasão dos Piratas Fantasmas" Invasion of the Ghost Pirates"           | 14 de abril de 2014 9 de setembro de 2014 por anunciar                     | 410                | 3,1                  |
| 75 | "O Incrível Krupnick " The Amazing Krupnick"                               | 16 de junho de 2014 10 de setembro de 2014 por anunciar                    | 408                | 3,2                  |
| 76 | "Batalha no Monte Seaford" Battle of Seaford Hill"                         | 23 de junho de 2014 11 de setembro de 2014 por anunciar                    | 412                | 3,2                  |
| 77 | "Luta no Museu" Fight at the Museum"                                       | 30 de junho de 2014 12 de setembro de 2014 por anunciar                    | 411                | 3,6                  |
| 78 | "O Ataque do Tubarão" Tightroping the Shark "                              | 18 de julho de 2014 5 de dezembro de 2014 por anunciar                     | 414                | 3,5                  |
| 79 | " O PaintBall do Jack" Full Metal Jack"                                    | 21 de julho de 2014 12 de dezembro de 2014 por anunciar                    | 413                | 3,5                  |
| 80 | "Martinez & Malone: Seguranças de Shopping" Martinez & Malone: Mall Cops!" | 28 de julho de 2014 19 de dezembro de 2014 por anunciar                    | 415                | 3,4                  |
| 81 | " Atropelo de Seaford/ Visita de Seaford " Seaford Hustle"                 | 4 de agosto de 2014 26 de dezembro de 2014 por anunciar                    | 409                | 3,5                  |
| 82 | "Os Guerreiros Wasabi no Escritório" Kickin’ It In The Office"             | 17 de novembro de 2014 6 de abril de 2015 por anunciar                     | 407                | 3,0                  |
| 83 | "Trazendo a Casa Para Baixo" Bringing Down The House"                      | 4 de março de 2015 13 de abril de 2015 por anunciar                        | por anunciar       | 2,7                  |
| 84 | " Você Não Sabe Jack" You Don't Know Jack"                                 | 11 de março de 2015 20 de abril de 2015 por anunciar                       | por anunciar       | 3,1                  |
| 85 | " O Grão-Mestre" The Grandmaster"                                          | 25 de março de 2015 27 de abril de 2015 2017/2018 (Disney on Demand)       | por anunciar       | 3,7                  |